# Monumento alla Democrazia
Il monumento alla Democrazia (in thailandese อนุสาวรีย์ประชาธิปไตย, Anusawari Prachathipatai; in inglese: Democracy Monument) è un imponente monumento che si trova nel centrale distretto Phra Nakhon di Bangkok, la capitale della Thailandia. Occupa la rotatoria posta lungo la parte centrale di Thanon Ratchadamnoen, il viale che collega il Grande palazzo reale a Palazzo Dusit. È il chilometro zero della Thailandia.

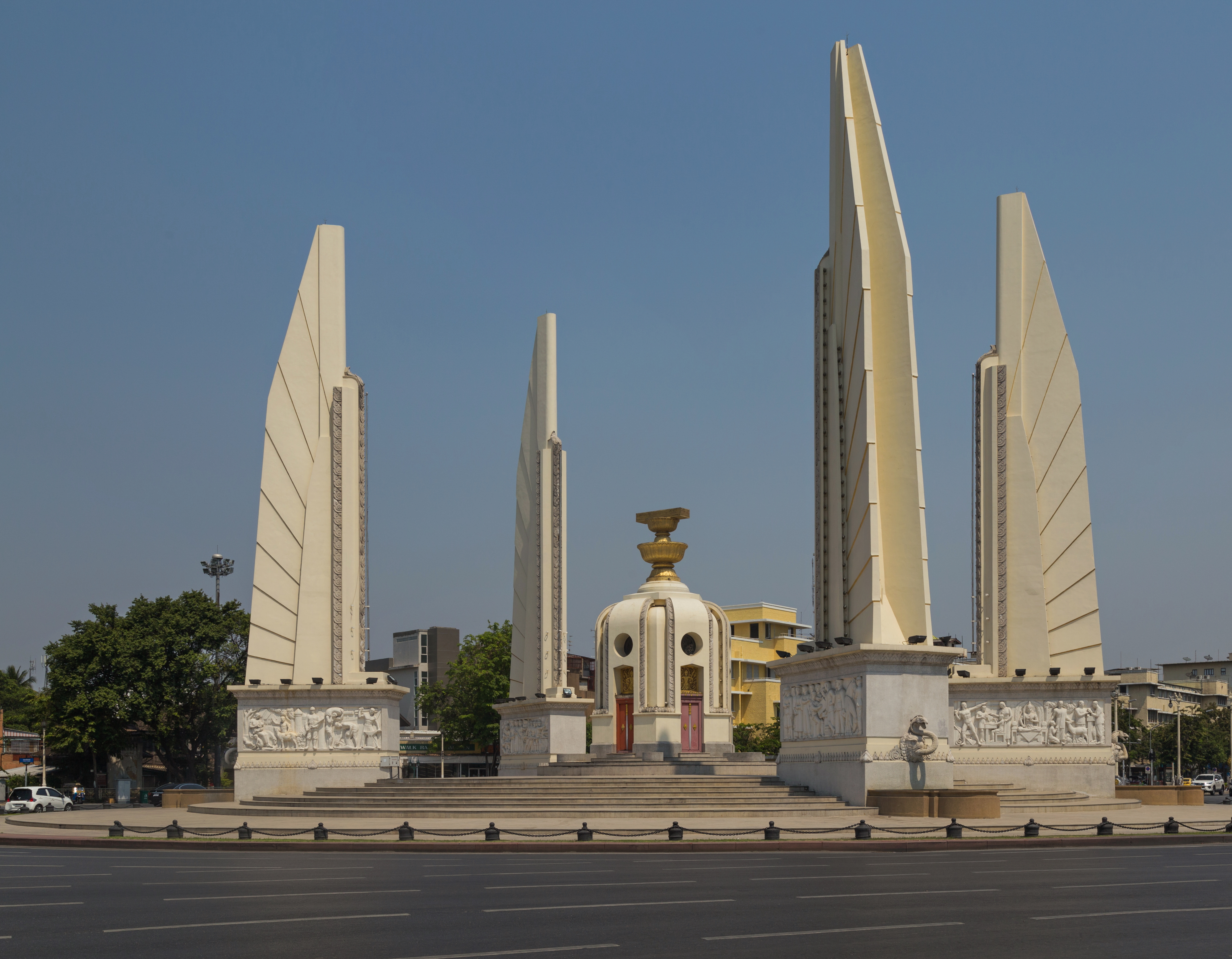
Monumento alla Democrazia di Bangkok

La costruzione ebbe inizio con la posa della prima pietra nel 1939 e venne inaugurata il 24 giugno 1940, l'ottavo anniversario della rivoluzione siamese del 1932, il colpo di Stato con cui una parte delle forze armate e alcuni civili costrinsero il re Prajadhipok a concedere la monarchia costituzionale. Fu costruito secondo i voleri del feldmaresciallo e primo ministro Plaek Phibunsongkhram per commemorare la rivoluzione. È per il popolo un simbolo della democrazia e della costituzione ma è anche un simbolo del grande potere delle forze armate, che storicamente hanno governato il Paese quasi ininterrottamente dopo la rivoluzione. Spesso è stato il luogo di raduno delle dimostrazioni contro le dittature militari del Paese.

## Storia

### Premesse
Il colpo di Stato noto come rivoluzione siamese del 1932 ebbe luogo a Bangkok il 24 giugno del 1932, fu portato a termine in giornata in modo incruento da una fazione delle forze armate assisitita da alcuni civili e costrinse il re Prajadhipok (Rama VII) a concedere la Costituzione. Il cambio di governo era stato pianificato a Parigi a partire dal 1927 da un gruppo di studenti universitari siamesi, comprendente alcuni cadetti delle forze armate, che studiavano in Europa ed erano entrati in contatto con le istanze socialiste e repubblicane che animavano il continente in quel periodo. Per realizzare il piano, al ritorno in Siam avevano fondato clandestinamente il Khana Ratsadon (Partito del Popolo), il primo partito politico del Paese. Tra gli studenti promotori figuravano il civile Pridi Banomyong, considerato il padre della democrazia thailandese, e il cadetto dell'esercito Plaek Phibunsongkhram (detto Phibun), che avrebbe finito per egemonizzare la politica nazionale fino al 1957.
Il piano ebbe successo grazie anche alle disastrose economiche in cui si trovava il Siam (vecchio nome della Thailandia), derivanti dalle eccessive spese dei precedenti monarchi Rama V e Rama VI per modernizzare il Paese e dalla crisi globale che seguì la grande depressione del 1929. Il re Rama VII si trovò costretto a fare grandi tagli alle spese pubbliche, in particolare ridusse gli effettivi delle forze armate e le spese ad esse relative, provocando crescente malumore nei vertici militari. Gli ideali di democrazia erano stati alla base dell'iniziativa ma furono portati avanti senza l'appoggio del popolo, ritenuto impreparato; i promotori coinvolsero quindi nel progetto alti ufficiali militari che organizzarono con i propri effettivi le operazioni del 24 giugno. Oltre ai tagli alle spese militari da parte del governo, un altro fattore che spinse questi ufficiali a unirsi alla ribellione fu il dispotismo dei principi della casa reale in qualità di comandanti delle truppe. La monarchia e il resto delle forze armate furono colti di sorpresa e non poterono opporsi; la prima costituzione provvisoria, firmata da re Prajadhipok (Rama VII) tre giorni dopo il golpe, era già stata scritta da Pridi. Dopo il colpo di Stato, il potere decisionale dei sovrani della dinastia Chakri, alla guida del Siam dal 1782, divenne ininfluente e per diversi anni il loro ruolo fu limitato a compiti puramente formali.
I 70 membri della neonata Assemblea popolare, scelti da alti ufficiali dell'esercito, il 28 giugno nominarono capo del governo il monarchico Manopakorn Nititada. Questi a sua volta nominò i 14 altri membri dell'esecutivo, tra i quali non vi fu alcuno dei promotori, che non avevano esperienza di governo. La prima Costituzione permanente fu molto più moderata della provvisoria nella forma e restituì al sovrano alcuni poteri, ma nella sostanza continuava a relegarlo a un ruolo di secondo piano. Fu comunque promulgata dal re il 10 dicembre 1932.
La radicale riforma presentata da Pridi nell'aprile del 1933 Pridi fu respinta con sdegno dal re e dal primo ministro Manopakorn, che fu investito di poteri dittatoriali dal sovrano ed emise leggi di gravità eccezionale. Il progetto di Pridi aveva anche spaccato la compagine di governo. L'ala conservatrice del Partito del Popolo si schierò apertamente contro la riforma e si crearono nel partito varie fazioni con il progressivo indebolimento della fazione civile. La presa di posizione di Nititada provocò la reazione dei vertici della fazione militare del Partito del Popolo e il generale Phot Phahonyothin (detto Phahon) portò a termine in giugno il primo colpo di Stato militare dell'era costituzionale. Phahon si auto-nominò primo ministro e riabilitò Pridi, che fu richiamato dall'esilio a cui era stato costretto. In ottobre fallì la ribellione Boworadet dei monarchici, poco dopo il re si recò in Europa per motivi di salute e non tornò mai più in patria. Nel 1935 abdicò e il trono fu affidato al nipote di Rama VII Ananda Mahidol (Rama VIII), che aveva solo 9 anni e fu posto sotto la tutela di tre reggenti. Nel frattempo, gli agganci politici avevano consentito a Phibun di scalare le gerarchie militari; presente in tutti gli esecutivi formati da Phahon, quando questi fu coinvolto in alcuni scandali e costretto a dimettersi, Phibun vinse le elezioni del 1938 e il 16 dicembre fu eletto primo ministro. Fu sua l'iniziativa di ribattezzare il Paese Thailandia nel 1939. Il suo regime avrebbe posto fine al liberalismo degli anni precedenti e sarebbe stato caratterizzato, fra le altre cose, dalla sua continua lotta contro l'immagine della monarchia e da un'ondata di esasperati nazionalismo, militarismo e autoritarismo.

### Progetto
Nel 1939, l'amministrazione di Phibun deliberò la ristrutturazione del segmento centrale di thanon Ratchadamnoen, il grande viale per le sfilate della monarchia inaugurato nel 1903 da re Chulalongkorn (Rama V) che congiunge il Grande palazzo reale e Palazzo Dusit, storici complessi residenziali dei re di Thailandia. Il governo nazionalista sostenne che intendeva completare l'opera del monarca volta a creare un imponente e moderno viale aggiungendo abitazioni, negozi, lussuosi alberghi e un grande teatro secondo lo stile dei "Paesi civilizzati". Il viale doveva diventare il centro della città e il posto dove tenere le più moderne attività commerciali. I lavori furono commissionati dall'Agenzia della Proprietà della Corona, l'istituto sorto nel 1937 per amministrare i beni della monarchia che erano stati così sequestrati e messi sotto il controllo del governo. Il progetto della ristrutturazione complessiva fu di Mew Aphaiwong, architetto dell'Agenzia della Proprietà della Corona e fratello del politico Khuang Aphaiwong.
Il monumento alla Democrazia fu il primo elemento di questo rifacimento a essere realizzato e il preventivo di spesa fu di 250.000 baht. Il bando di concorso (uno dei primi mai tenuti nel Paese) per il progetto del monumento fu vinto dal Prof. Lucien Coppé, ma Phibun esercitò lo stile dittatoriale che lo contraddistinse e impose invece il progetto dell'architetto thailandese Pum Malakul, mentre i bassorilievi furono affidati allo scultore italiano Corrado Feroci. Altre fonti sostengono che anche il progetto del monumento sia stato opera di Mew Aphaiwong. Secondo i voleri del primo ministro, nel monumento furono rappresentati i dettagli simbolici della rivoluzione. Phibun posò la prima pietra il 24 giugno del 1939, settimo anniversario della rivoluzione del 1932.

### Inaugurazione
Esattamente un anno dopo, il 24 giugno 1940, Phibun inaugurò il monumento alla presenza di una grande folla e delle maggiori personalità di governo. Nel discorso che tenne durante l'inaugurazione, illustrò i progressi ottenuti dal partito Khana Ratsadon dopo la fine della monarchia assoluta, caratterizzata dalla gestione del potere secondo i capricci del re. Con enfasi nazionalistica, spiegò che il monumento rappresentava la modernità promossa dal suo regime per risvegliare lo spirito patriottico dei thailandesi, che dovevano adeguarsi a un nuovo stile di vita e a una nuova mentalità moderna come quella dei popoli dei "Paesi civilizzati". I palloncini che dovevano trasportare nel cielo le bandiere thai poste attorno all'elemento centrale del monumento che simbolizza la Costituzione non riuscirono ad alzarsi in aria, e gli spettatori presenti lo interpretarono come un cattivo presagio per la democrazia thailandese. La cerimonia si concluse con la più grande parata militare mai vista nel Paese. Nello stesso giorno del 1941 fu inaugurato il viale ristrutturato dopo il termine degli altri lavori.

### Luogo di raduno per le proteste anti-governative

#### Dittature militari del dopoguerra
In quel periodo il governo di Phibun strinse alleanza con l'Impero del Giappone e nel gennaio 1942 dichiarò guerra a Stati Uniti e Regno Unito, entrando al fianco dei giapponesi nella guerra del Pacifico. Pridi uscì dall'esecutivo e fu nominato reggente, ma in segreto entrò a far parte del movimento anti-giapponese Seri Thai. Il declino giapponese nel conflitto coincise con la caduta del governo di Phibun, che nel luglio 1944 fu costretto a dimettersi. Il periodo successivo vide i militari ai margini della vita politica, nel marzo 1946 Pridi fu posto a capo del governo e introdusse una nuova Costituzione, Il 9 giugno, il giovane re Ananda Mahidol fu trovato morto nel proprio letto al Grande Palazzo Reale in circostanze rimaste avvolte dal mistero e quello stesso giorno fu nominato re il fratello minore Bhumibol Adulyadej (Rama IX). Il luttuoso evento danneggiò il prestigio di Pridi, tra le voci che circolarono vi furono quelle che lo ritennero mandante del regicidio; dopo le elezioni di agosto, le prime a cui abbiano partecipato diversi partiti, affidò il governo al proprio alleato Thawan Thamrongnawasawat.
In quegli anni ebbe inizio la guerra fredda e gli Stati Uniti estesero la propria influenza sulla Thailandia. Preoccupati per il crescente successo dei comunisti nella regione, gli americani ritennero necessario che il potere fosse tolto alla fazione del troppo progressista Pridi e acconsentirono quindi al ritorno di Phibun, il cui colpo di Stato militare del novembre 1947 pose fine all'egemonia di Pridi, costretto a rifugiarsi in esilio. Nell'agosto 1948 Phibun fu rieletto primo ministro. Con la presa del potere dei comunisti in Cina nel 1949 e lo sviluppo del comunismo nel Sud-est asiatico, gli americani fecero di Phibun un baluardo nella lotta al comunismo. In seguito gli statunitensi individuarono nel generale dell'esercito Sarit Thanarat un referente più affidabile e appoggiarono il suo colpo di Stato del settembre 1957 che pose fine alla carriera di Phibun, costretto all'esilio. Il regime anticomunista di Sarit fu caratterizzato da una dura repressione delle opposizioni e dalla definitiva intromissione degli Stati Uniti nella politica thailandese. Legittimò la propria egemonia restituendo alla monarchia Chakri una posizione di primo piano che non aveva più avuto dopo la rivoluzione del 1932.

#### Ottobre 1973

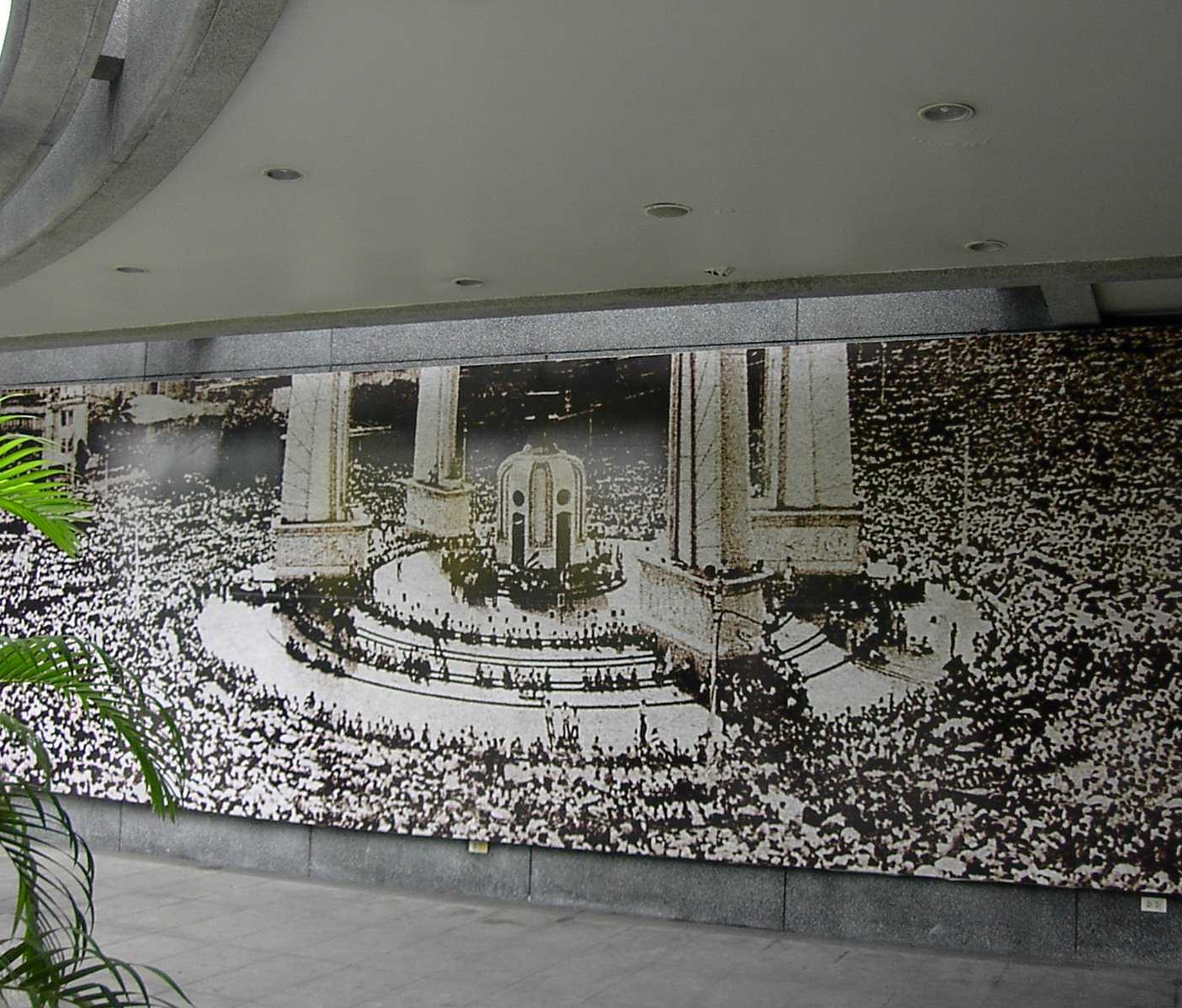
Immagine delle proteste del 1973 presso il Memoriale del 14 ottobre 1973

Alla morte di Sarit nel 1963, il potere passò nelle mani del generale Thanom Kittikachorn, che continuò la politica del predecessore. A partire dal 1968, si formò nelle università un movimento di protesta contro la corruzione del suo regime e contro il supporto concesso dalla Thailandia agli americani nella guerra del Vietnam; nel 1972 le dimostrazioni divennero sempre più grandi e meglio organizzate e nel giugno 1973 iniziarono a chiedere che fossero restaurate democrazia e la Costituzione che Thanom aveva soppresso nel 1971. Il 13 ottobre ebbe inizio un sit-in contro il regime a cui parteciparono mezzo milione di thailandesi che si radunarono attorno al monumento alla Democrazia con l'intenzione di restarci 5 giorni. Il giorno dopo le forze dell'ordine dispersero la manifestazione sparando sulla folla e causando 77 morti e 857 feriti. Il re e altre fazioni delle forze armate intervennero e imposero a Thanom di andare in esilio, dando inizio a un nuovo breve periodo di democrazia. Nel 2001 in ricordo della strage fu inaugurato il Memoriale del 14 ottobre 1973 nei pressi del monumento alla Democrazia.

#### Ottobre 1976
Nel 1976, Thanom rientrò dall'esilio e si scatenarono le proteste popolari che chiesero il ritorno all'esilio dell'ex dittatore. Era un periodo di crisi dei governi democratici, alle prese con problemi economici e la dura opposizione dei conservatori, tra i quali serpeggiava il timore che il comunismo potesse prevalere in Thailandia come era successo in quegli anni nei vicini Vietnam, Laos e Cambogia. Le grandi dimostrazioni contro Thanom si concentrarono al monumento alla Democrazia ma soprattutto nella vicina Università Thammasat, fondata da Pridi e considerata un altro simbolo della democrazia. Ebbero fine con il massacro del 6 ottobre, quando forze dell'ordine e membri di organizzazioni paramilitari di destra penetrarono nell'ateneo e ammazzarono un numero di dimostranti stimato tra i 46 e gli oltre 100. Vi furono migliaia di arresti e quella stessa sera vi fu il colpo di Stato che il riorganizzato esercito stava preparando da tempo.

#### Maggio 1992
Dopo il colpo di Stato militare del febbraio 1991 e le elezioni del marzo 1992 fu nominato primo ministro il generale Suchinda Kraprayoon, che non era stato eletto e per le leggi vigenti non avrebbe potuto diventare capo del governo. Ebbe inizio una serie di dimostrazioni che raggiunsero il culmine tra il 17 e il 20 maggio, quando al monumento alla Democrazia si radunarono circa 200 000 persone provenienti da tutto il Paese. L'evento è conosciuto come il maggio nero per il brutale intervento delle forze dell'ordine che provocò la morte di 52 dimostranti, la scomparsa di oltre 200, centinaia di feriti e oltre 3 500 arrestati, molti dei quali furono torturati. Il 20 maggio il re ebbe un colloquio in diretta televisiva con Suchinda e il leader delle proteste, tre giorni dopo Suchinda presentò le dimissioni e lasciò il Paese.

#### 2010

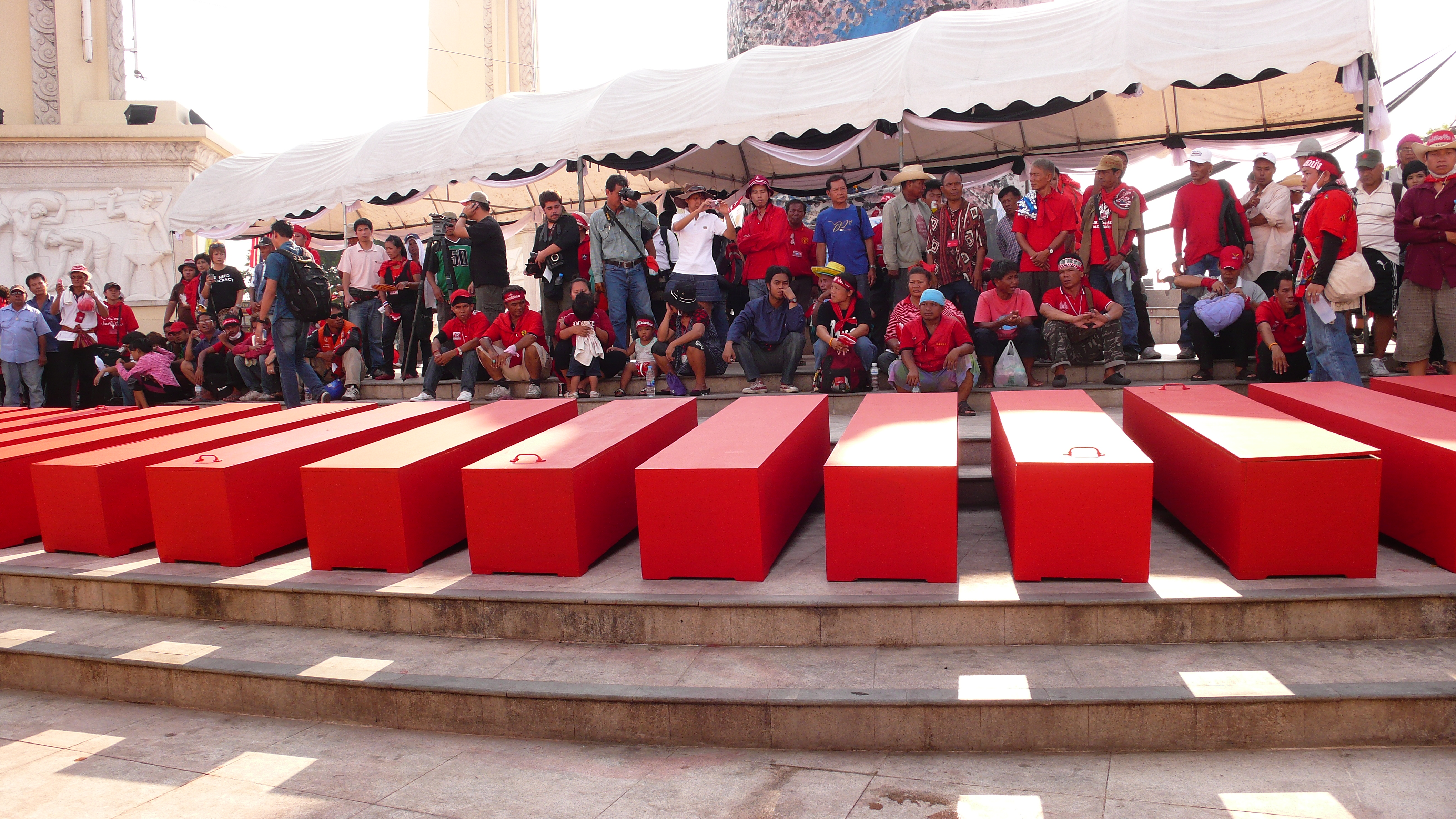
Camicie rosse al monumento alla Democrazia nell'aprile 2010

Nel dicembre 2008, la Corte Costituzionale decretò lo scioglimento del Partito del Potere Popolare che aveva vinto le elezioni dell'anno prima e guidava la coalizione di governo alleata di Thaksin Shinawatra, in esilio dal 2006. Il nuovo governo fu affidato a una coalizione guidata dai conservatori del Partito Democratico senza che ci fossero state nuove elezioni grazie all'aiuto dell'esercito e della magistratura. Ebbero così inizio le manifestazioni di protesta delle camicie rosse del Fronte Unito per la Democrazia contro la Dittatura che chiesero nuove elezioni. Spesso si tennero al monumento alla Democrazia, oltre che in altri posti di Bangkok e della Thailandia, e culminarono nel duro intervento delle forze dell'ordine in aprile e maggio del 2010 con duri scontri che causarono la morte di almeno 91 persone.

#### 2014
Le elezioni si tennero nel luglio del 2011 e, come tutte le elezioni dal 2001 in poi, furono vinte dai sostenitori di Thaksin Shinawatra, imprenditore in aperto contrasto con i centri di potere monarchico-militari. Il Partito Pheu Thai guidato da Yingluck Shinawatra, sorella di Thaksin, fu al centro della coalizione di governo. A partire dalla fine del 2013, per alcuni mesi si radunarono al monumento alla Democrazia e in molti altri luoghi di Bangkok i conservatori del Comitato Popolare di Riforma Democratica guidati da Suthep Thaugsuban con l'intento di bloccare la capitale. Fu una protesta diversa da quelle contro i regimi militari e fu organizzata per far cadere il governo democraticamente eletto di Yingluck, accusata di voler fare rientrare dall'esilio il fratello Thaksin. Vennero chieste le dimissioni del governo e una riforma elettorale che tenesse lontano dal potere la famiglia Shinawatra. Il 7 maggio Yingluck fu deposta da una sentenza della Corte costituzionale e il 15 maggio vi fu un attacco armato al monumento della Democrazia contro i dimostranti che causò 3 morti e 20 feriti. Il 22 maggio ebbe luogo il colpo di Stato guidato dal comandante in capo dell'esercito Prayuth Chan-ocha che pose fine alle proteste instaurando una dittatura militare.

#### 2020
La giunta militare di Prayuth mantenne a lungo il potere, preparò la nuova Costituzione nel 2017 e le elezioni del marzo 2019 furono le prime dopo il colpo di Stato. Secondo la Costituzione, i membri del Senato furono scelti dai militari, che grazie a una contestata manipolazione del voto ottennero anche la maggioranza alla Camera e poterono confermare Prayuth primo ministro. Nel febbraio 2020 la Corte costituzionale sciolse il Partito del Futuro Nuovo, compagine dell'opposizione che aveva raccolto oltre 6 milioni di voti soprattutto tra i giovani. Fu la scintilla che fece scoppiare le proteste contro il governo filo-militare, durarono molti mesi e spesso si tennero al monumento alla Democrazia. I dimostranti chiesero le dimissioni del governo, una nuova Costituzione, la riforma delle forze armate e, al contrario delle precedenti proteste anti-militari, fu sollecitata anche la riforma della monarchia, un fatto che non aveva precedenti nella storia del Paese. Tra i motivi vi furono i grandi privilegi che il nuovo re Rama X, sul trono dal 2016, aveva ottenuto dal governo di Prayuth, le eccessive spese del sovrano e il fatto che il connubio tra monarchia e militari viene considerato un grave ostacolo alla democrazia.

## Descrizione

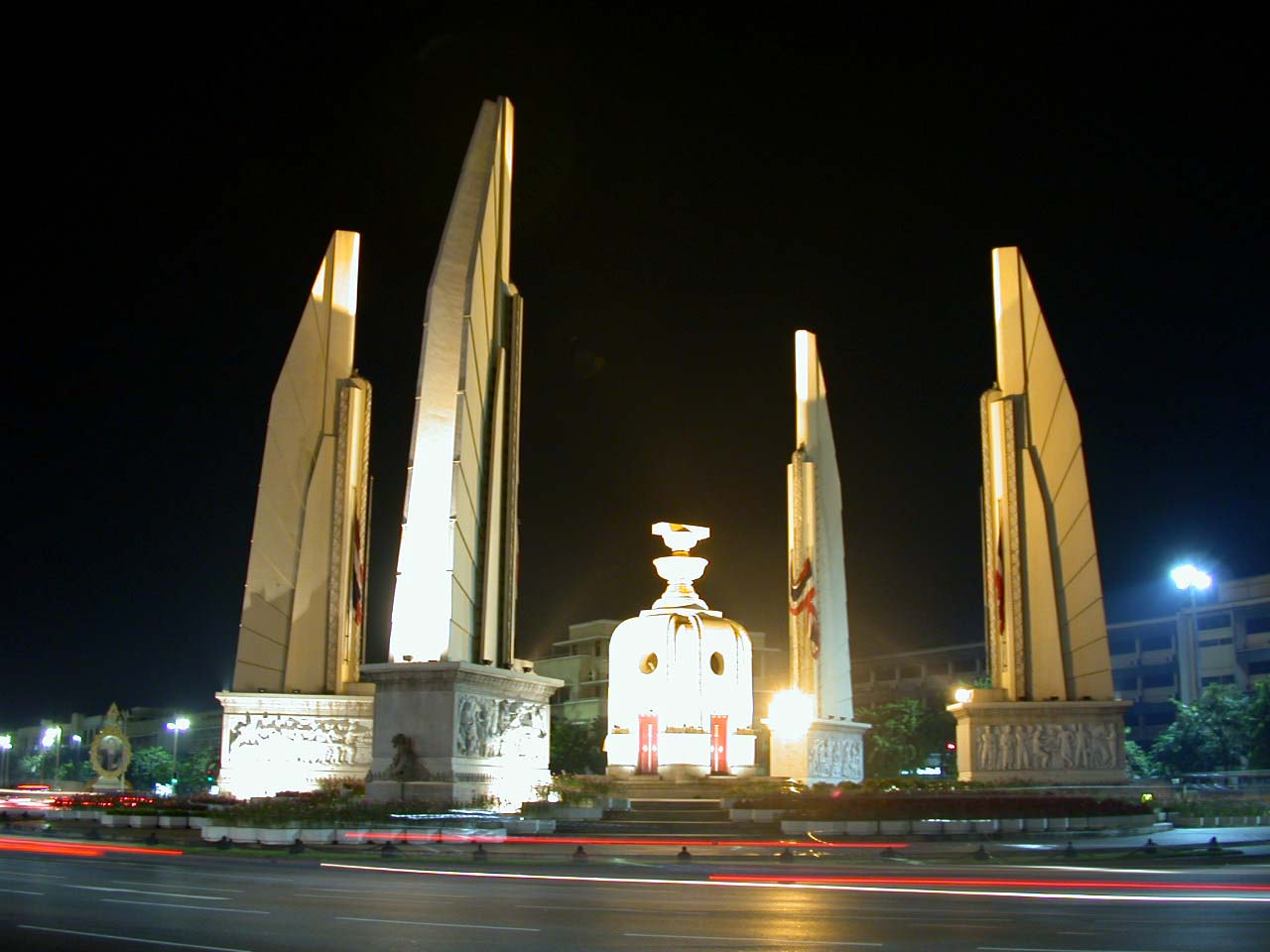
Vista notturna

Gli stili architettonici rappresentati sono quello tradizionale thai, l'art déco e il futurismo, che testimoniano la capacità dei thai di assorbire influenze esterne e adattarle alla propria cultura. La pianta circolare del complesso si trova al centro di una grande rotatoria che interrompe la parte centrale del viale. La struttura comprende verso l'esterno quattro strutture verticali in cemento alte 24 metri a forma di ali stilizzate, sui cui basamenti sono scolpiti sui fianchi i bassorilievi di Corrado Feroci con scene che rappresentano la storia del partito Khana Ratsadon, nelle quali sono in prevalenza raffigurati militari che proteggono con le armi il popolo. Solo due donne sono raffigurate nei bassorilievi, una che allatta e una che accompagna un bimbo, rappresentando le virtù materne secondo la retorica fascista di moda in quel periodo. Anche i soggetti religiosi sono scarsi, con le sole raffigurazioni di un monaco buddhista
e di una divinità del brahmanesimo che simbolizza l'equilibrio. Sul lato esterno di ognuno dei basamenti si trova una fontana con l'acqua che esce dalla bocca di un Nāga, divinità guardiana dell'Induismo. La simbologia rappresentata nei dettagli del monumento fu spiegata dal regime sulla pubblicazione di Stato Khao Khosanakan, secondo cui le quattro ali simboleggiano la gloria della democrazia.
Una scalinata a pianta circolare con sette gradini porta alla piattaforma nel cui centro altri gradini portano a un fortino che dista 24 metri dalle ali. I 24 metri rappresentano il 24 giugno, giorno della rivoluzione. Il fortino presenta sei porte di accesso su ognuna delle quali è raffigurata una spada; le sei spade simboleggiano i sei principi del Khana Ratsadon: sovranitá popolare, sicurezza nazionale, uguaglianza, diritti e libertà, benessere economico e istruzione per tutti. Il piccolo rosone che sovrasta ciascuna delle porte rappresenta Aruna – il cocchiere del dio del sole Sūrya – simbolo dell'alba dell'età dorata, locuzione usata il giorno della rivoluzione nell'annuncio scritto da Pridi del cambio di governo. La scultura in bronzo e ottone posta sulla sommità del fortino pesa quattro tonnellate e rappresenta due grandi coppe votive sovrapposte sulle quali è posta la Costituzione. La scultura è alta tre metri, numero che indica il terzo mese del calendario thailandese, il cui capodanno cade in aprile, e corrisponde quindi a giugno, il mese in cui vi fu la rivoluzione. Intorno al monumento affiorano 75 cannoni fatti interrare da Phibun, che rappresentano l'anno 2475 del calendario buddhista thailandese e che corrisponde all'anno 1932 del calendario in uso in Italia.

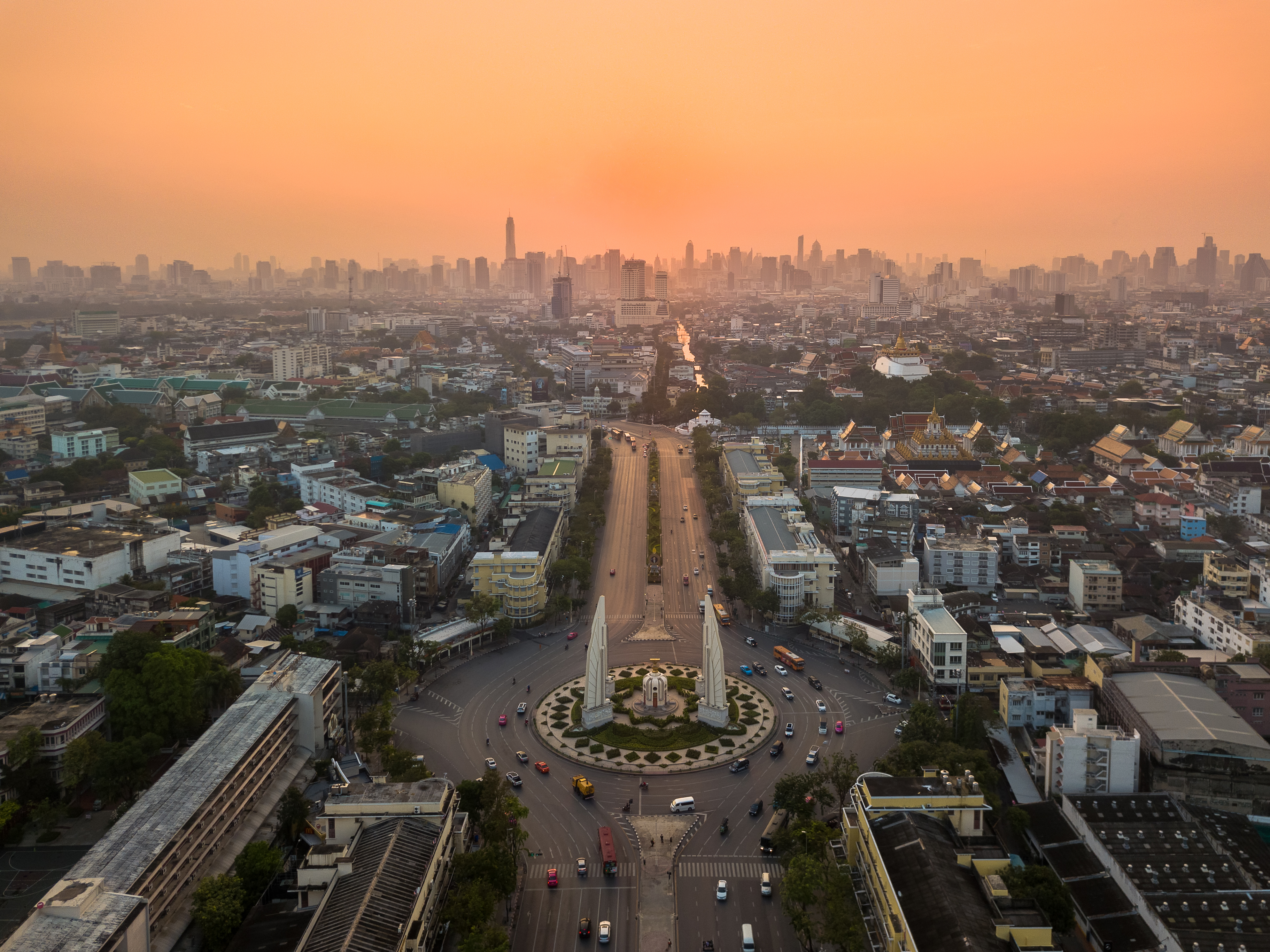
Vista aerea del monumento e della rotatoria

La scelta di costruire il monumento lungo il viale della parata monarchica fu la volontà di imporre il potere del governo costituzionale ai sovrani, le cui parate devono portare rispetto alla Costituzione girandole intorno. Fu simbolo del trionfo riportato sulla monarchia (della quale sul monumento non vi è alcun riferimento) con la rivoluzione del 1932 nel nome della democrazia, testimoniando la nascita della Thailandia come Stato-nazione ai danni del vecchio Regno di Rattanakosin (Regno di Bangkok), come era chiamato il Siam della dinastia Chakri tra il 1782 e la rivoluzione del 1932. Al tempo stesso fu l'autoaffermazione del regime militarista e nazionalista di Phibun, nonché simbolo dell'avvento al potere del forze armate. Interrompe il tragitto tra il Grande palazzo reale, che era diventato un luogo puramente cerimoniale, e la Sala del trono Ananta Samakhom, che con la rivoluzione era diventata la sede del Parlamento. Nel monumento, come nello stesso governo di quel tempo, convivono quindi due anime profondamente in contrasto tra loro: quella civile, democratica e libertaria con quella violenta, repressiva e totalitaristica. Il complesso è stato definito un mezzo di propaganda del regime di Phibun secondo uno stile fascista e negli anni successivi sarebbe diventato da una parte simbolo della tirannia fascista dei militari e dall'altra simbolo di potere popolare, libertà e uguaglianza per i movimenti nati in opposizione alle giunte militari.

### Galleria fotografica

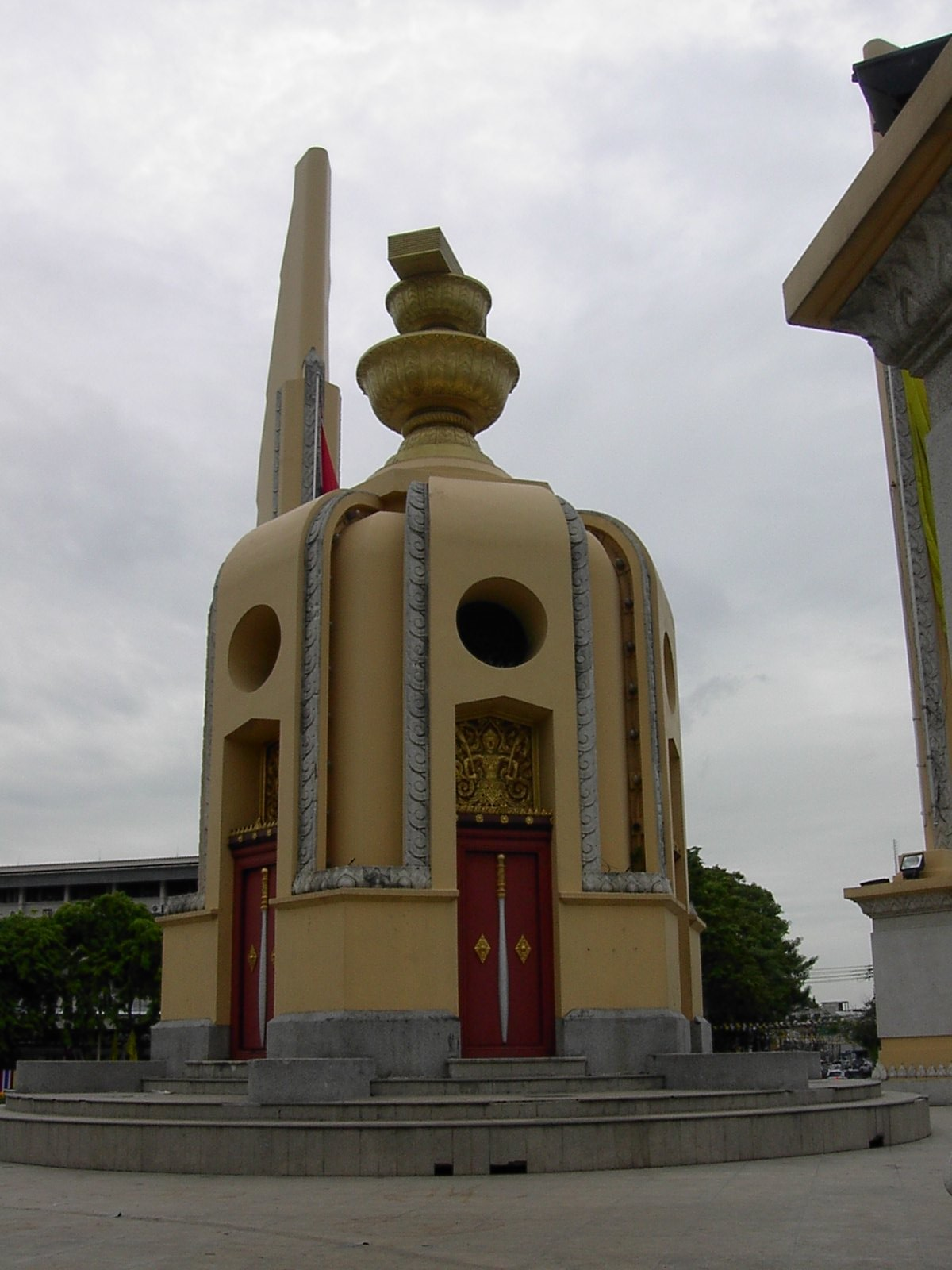
Fortino al centro del monumento sulla cui sommità si trova la raffigurazione della scatola che contiene la Costituzione e delle coppe votive che la sostengono.
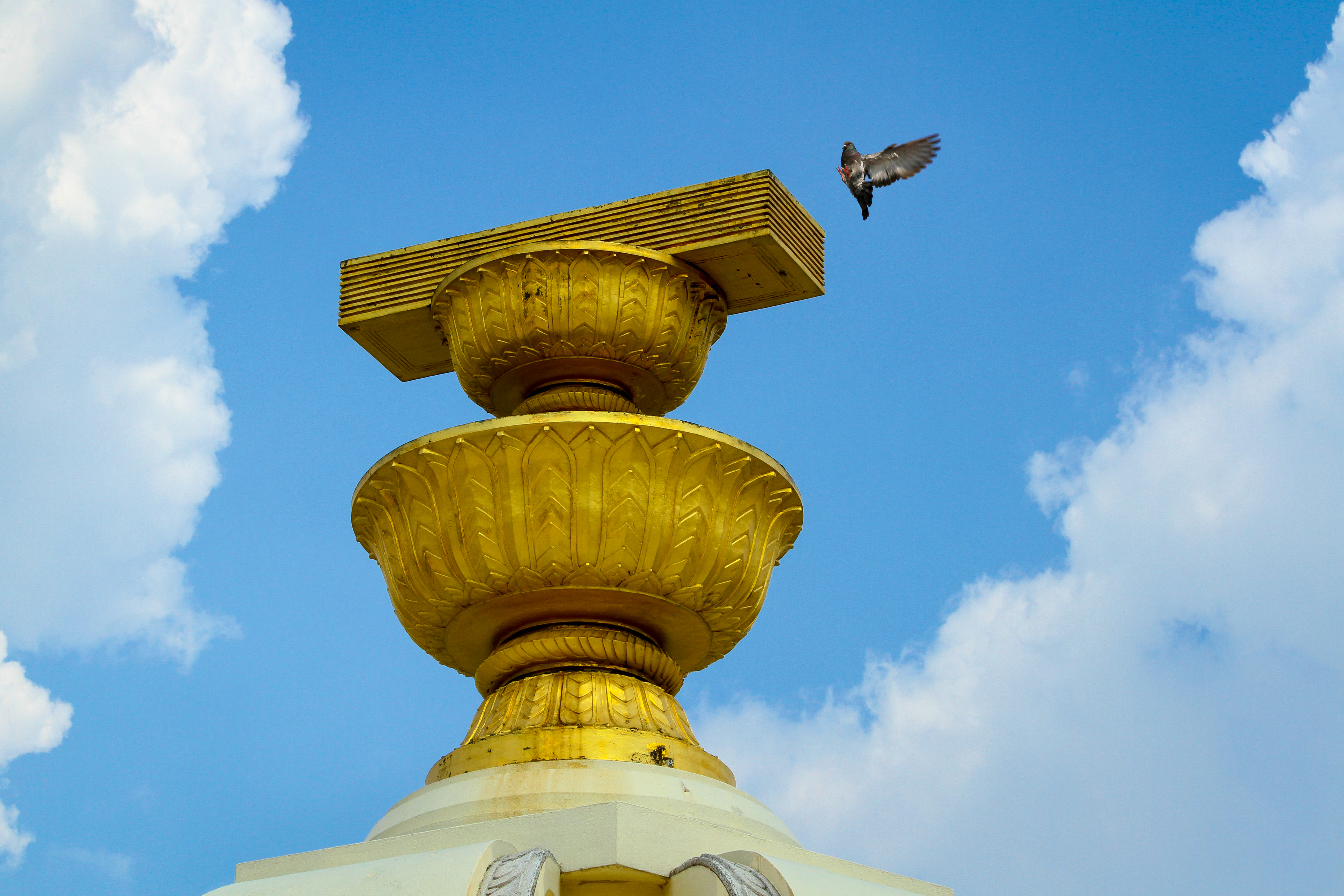
Statua raffigurante due coppe votive che sostengono la Costituzione
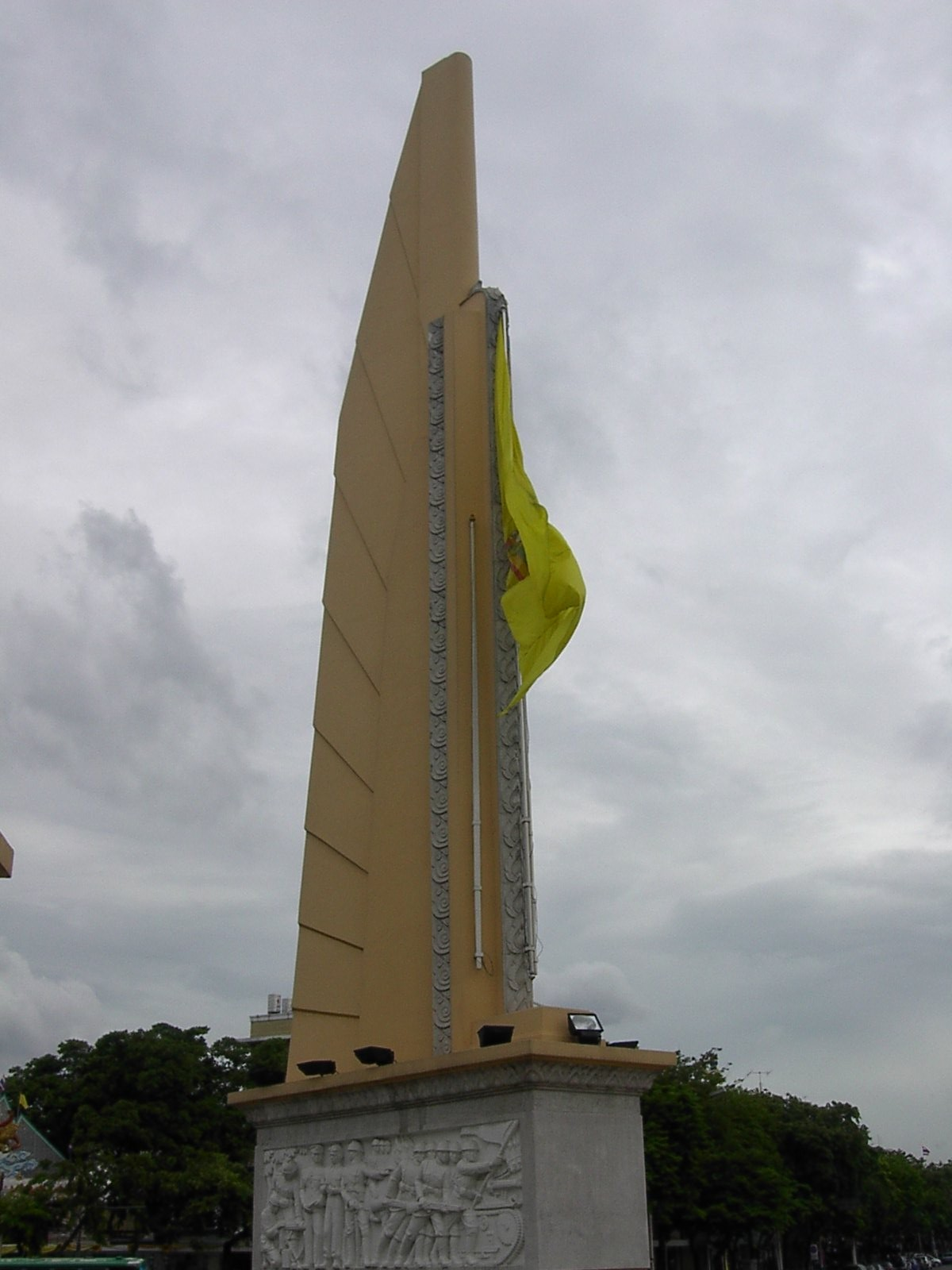
Una delle quattro struttura a forma di ala che proteggono la Costituzione.
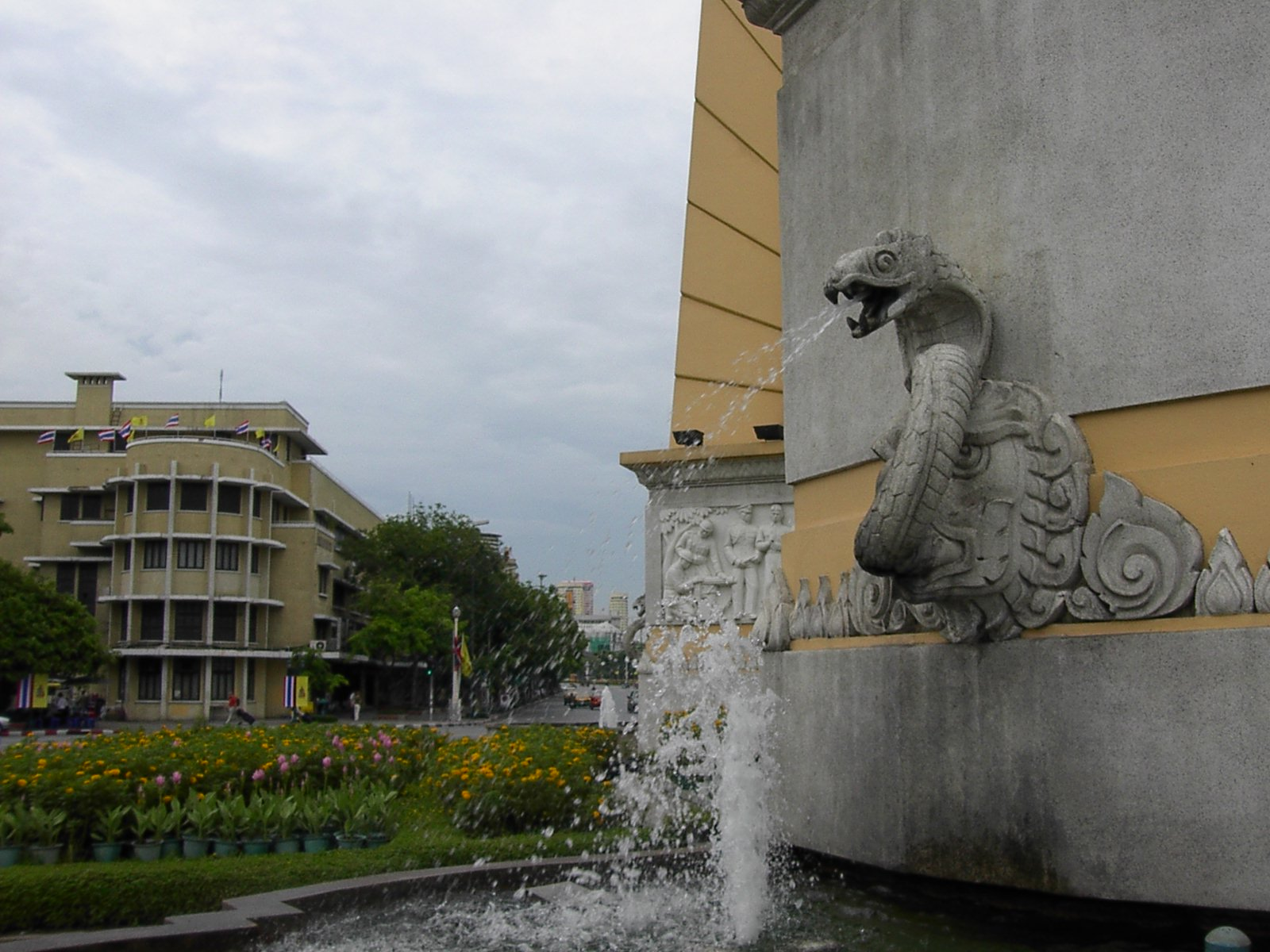
Uno dei naga che formano la fontana sul lato esterno delle strutture a forma di ala.
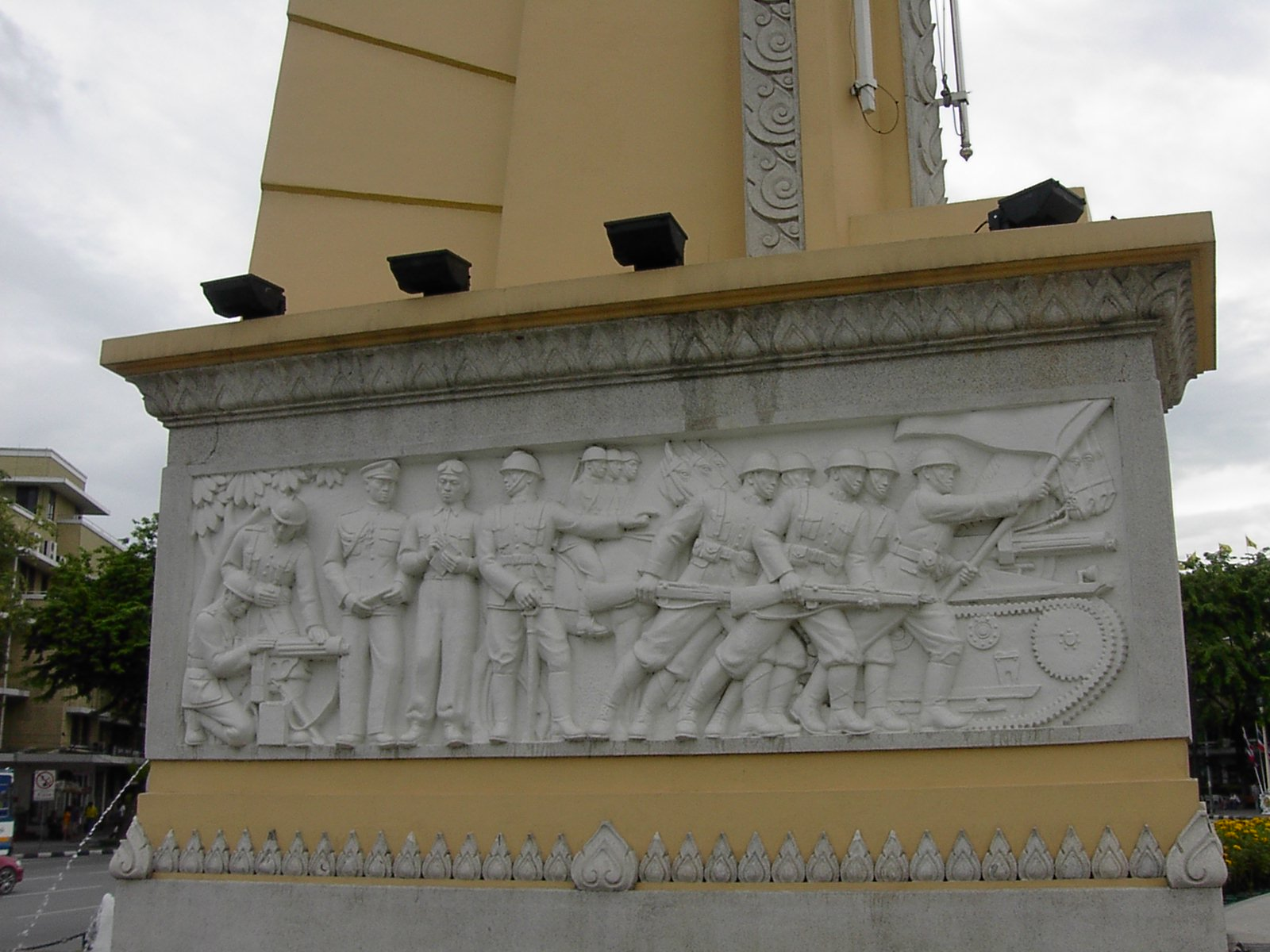
Bassorilievo intitolato "Soldati che combattono per la democrazia".
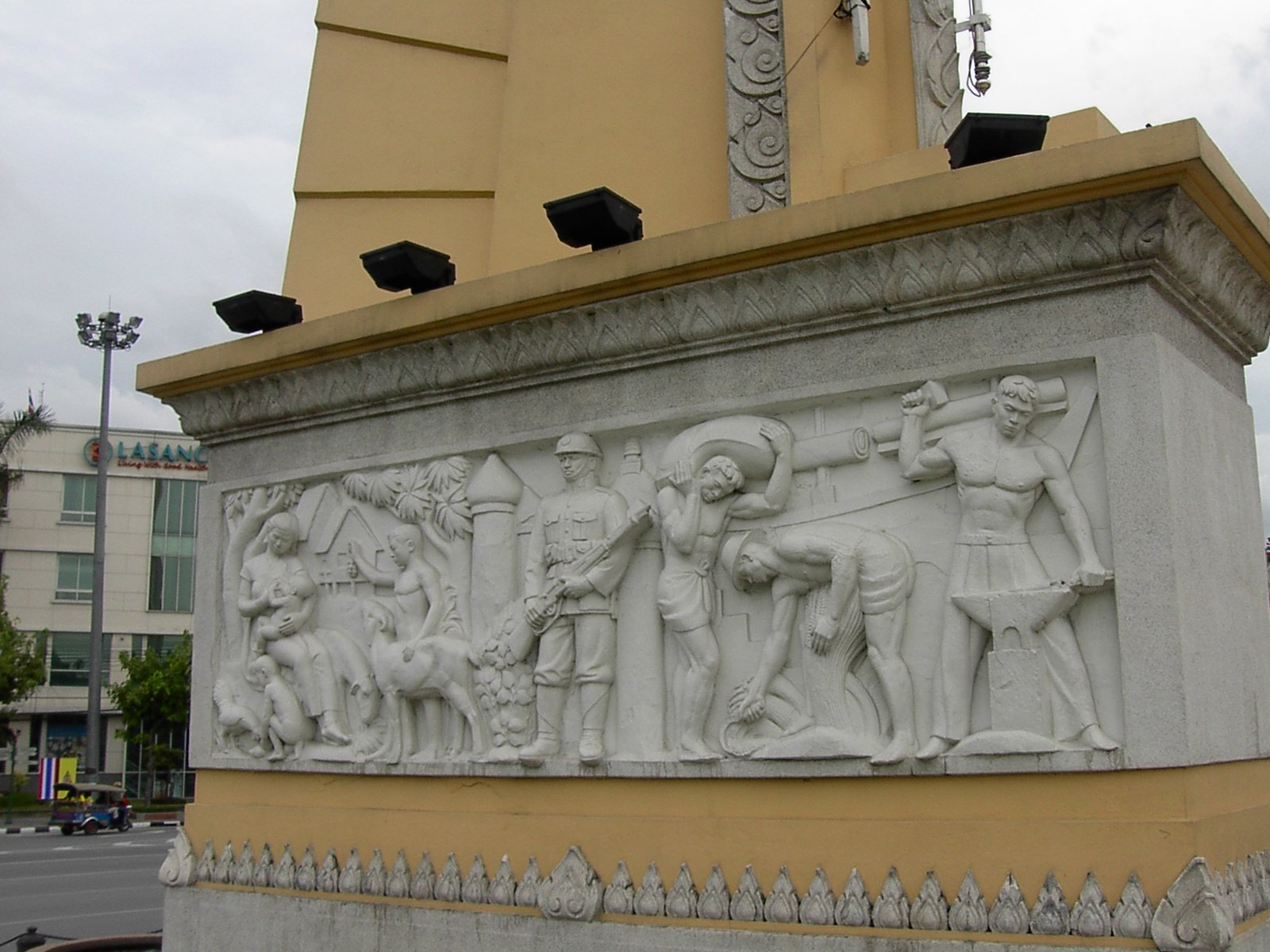
Bassorilievo intitolato "Personificazione del popolo".
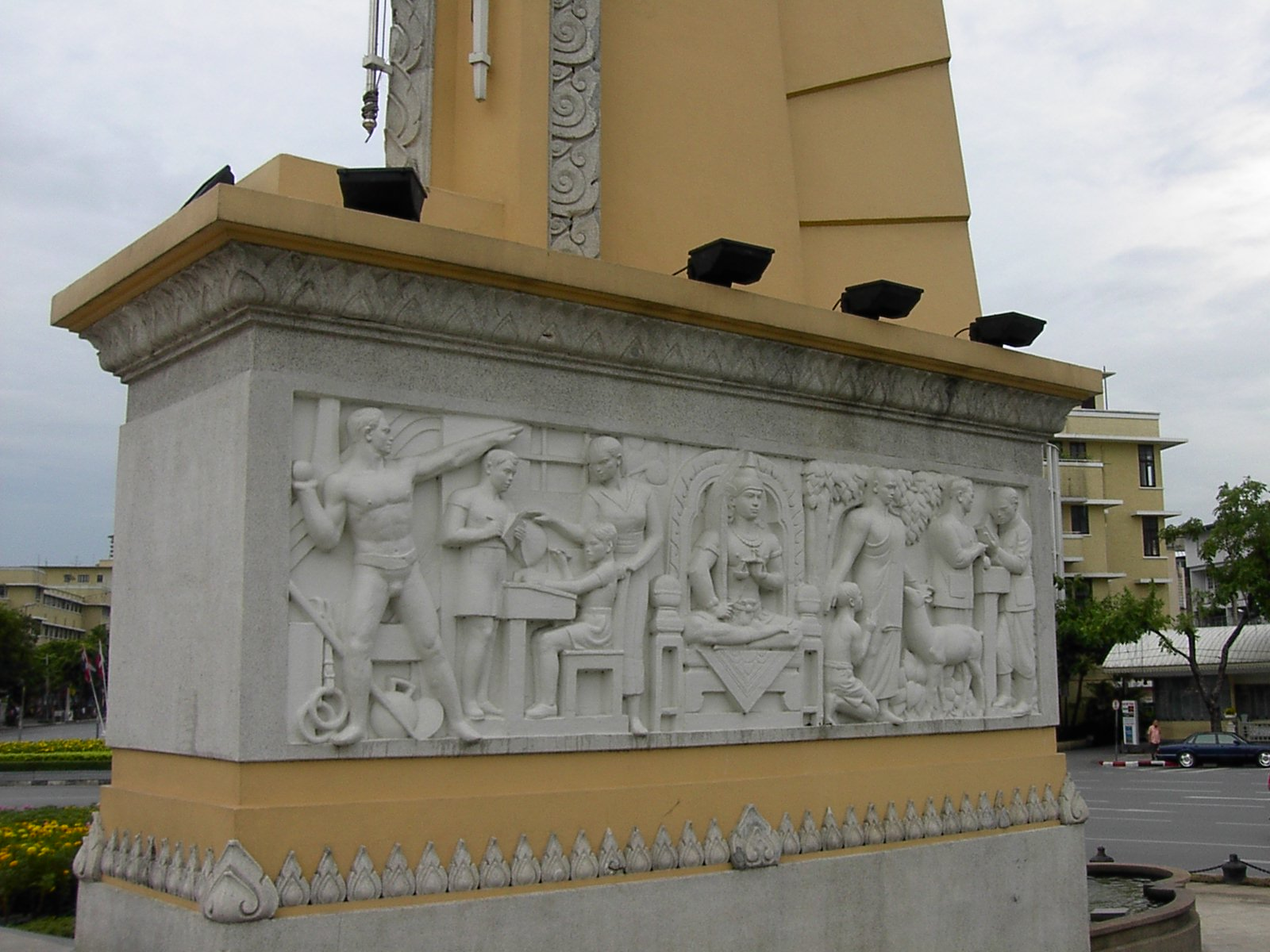
Bassorilievo intitolato "Personificazione dell'equilibrio e della vita buona".